# Rudolphstein
Rudolphstein ist ein Gemeindeteil der Gemeinde Berg im Landkreis Hof (Oberfranken, Bayern).

## Lage
Rudolphstein liegt in der Aue eines Saaleknies südlich der Saale gegenüber dem thüringischen Dorf Sparnberg. Östlich führt die Bundesautobahn 9 vorbei und quert die Saale über die Saalebrücke in unmittelbarer Nachbarschaft.

## Geschichte
Der unter Denkmalschutz stehende Gutshof Rudolphstein ist ein Hotel garni im Zentrum. Vorher war das Gebäude ein Schloss mit Bauteilen aus verschiedenen Jahrhunderten. Das älteste Gebäude stammt aus dem 15. Jahrhundert.
Eine einbogige Brücke, bezeichnet „1794“, steht auf der Liste der Baudenkmäler.
Von 1966 bis 1989 war Rudolphstein Grenzort an der innerdeutschen Grenze sowie Mit-Namensgeber des Grenzübergangs an der A 9.
Am 1. Mai 1978 wurde die Gemeinde in die Gemeinde Berg eingegliedert.